# Босмалов градски центар
Босмалов градски центар (енгл. Bosmal City Center, BCC) је стамбени објекат мешовите намене у сарајевском насељу Храсно. Највећи дио објекта је типа кондоминијума тј. луксузних приватних станова са саунама, базенима и контролисаним улазом. Остали садржаји објекта укључују: обданиште, два ресторана, бар, супермаркет, фризерске и козметичке салоне, стоматолошку ординацију, амбуланту, офтамолошку ординацију и оптичарски атеље, крзнарски салон, златару, трговину уметнина, те бутике са ексклузивном робом.
Објекат се у принципу садржи од два небодера изграђена у савременом архитектонском стилу. Центар нуди 306 стамбених јединица - осам пентхауса и 298 станова, организованих у четрнаест типова, величине од 80 до 220 m², које девет брзих лифтова повезује са гаражно-пословним делом објекта са 400 места за паркинг.
Са својих 118 метара висине, Босмалов градски центар је тренутно највиши стамбени објекат, а друга по висини грађевина на Балкану (после Аваз твист тауера).
Изградња кондоминијума Босмаловог градског центра, сарајевског „града у граду“ је почела 2001, а завршила 2006. године.

## Идеја
Босмалов градски центар био је пројекат босанскохерцеговачке компаније Босмал, коју су основала браћа Шабановић 1998. године. Вредност целокупне инвестиције је 120 милиона евра, што је до сада највеће директно страно гринфилд-улагање у Босни и Херцеговини.